# Olimpio Martins Pires
Olimpio Martins Pires (Araçuaí, 24 augustus 1910 - Manga, 16 oktober 2020) was een Braziliaans supereeuweling. 
Martins Pires werd geboren als een van de negen kinderen van Armindo Martins dos Santos en Rosenda Soares dos Santos. Reeds op jonge leeftijd werd hij militair. Hij was in dienst tijdens enkele Braziliaanse revoluties in de jaren dertig. In 1953 werd bij gepromoveerd tot sergeant. 
Hij huwde in 1937 met de 14-jarige Joana dos Santos. Ze kregen negen kinderen. Zijn vrouw overleed in 2018 op 95-jarige leeftijd, na 81 jaar huwelijk.